# パワーリフティング
パワーリフティング（英: powerlifting）は、バーベルを持ち上げ、その重さを競うスポーツ。

## 概要
バーベルを持ち上げ、その重量を競うという点ではウエイトリフティング（英: weightlifting、重量挙げ）によく似ている。ウエイトリフティングではバーベルを頭上に差し上げる動作を競うのに対して、パワーリフティングではスクワット、ベンチプレス、デッドリフトの3種目の最大挙上重量の総計を競う。この3種目はウエイトトレーニングに由来し、基本的で高重量を扱える動作である。

スクワット
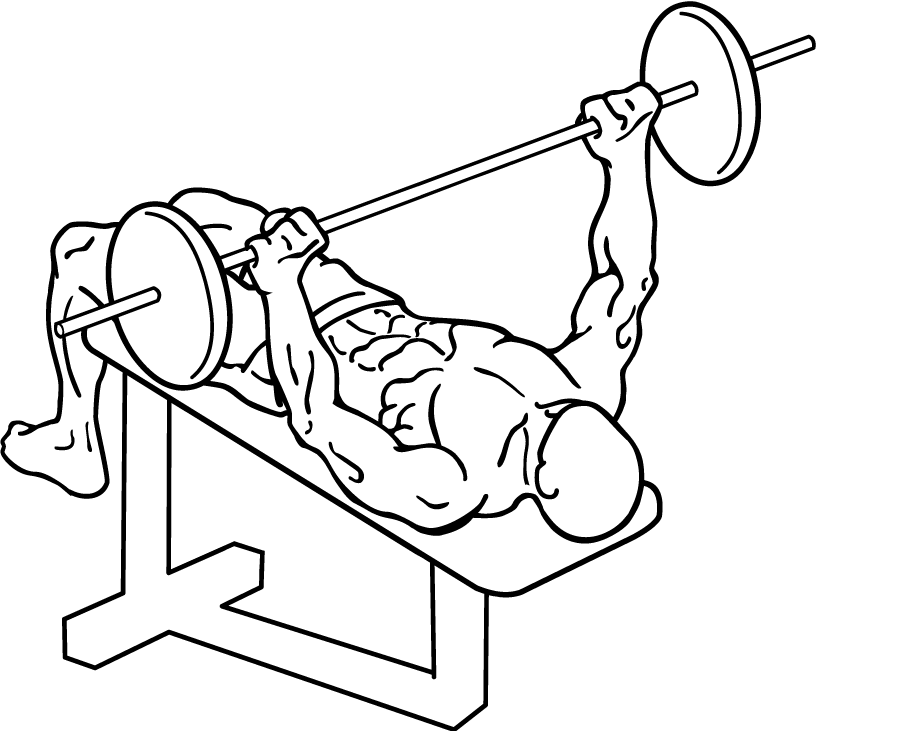
ベンチプレス
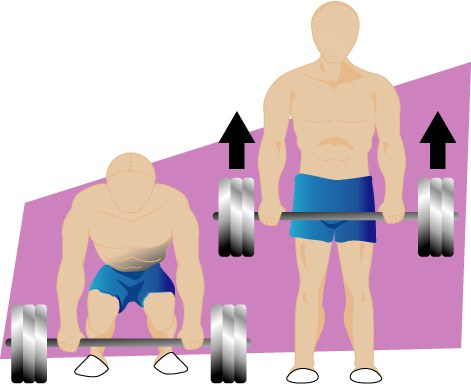
デッドリフト

- 競技の進行等についてもウエイトリフティングとよく似ている。競技はラウンド制で行われる。すなわち、試技の順番は重量の低い順に行い、同重量の場合は事前に抽選をしてある抽選番号に従う。1回目（1ラウンド）の試技が全員終了してから、2ラウンド目を再び重量の低い順に行い、全部で3ラウンドで終了する。ラウンドは種目ごとに行い、スクワットのラウンドが終了してからベンチプレスそしてデッドリフトの順となる。
- バーベルは2.5 kg刻みで増量できるが、1回目の試技より減らすことはできない（日本記録や世界記録を狙う試技の場合には1.0 kg刻みで増量でき、2.5 kgの倍数になるときは0.5 kg刻みで増量できる）。同記録の場合は、体重が軽い者が上位となる。同記録・同体重の場合は先にトータル記録を成立させた者が上位となる。
- レベルが高い選手は、ほぼ全員が「ギア」を着用している。「ギア」とは、スーパースーツとベンチシャツ、及びニーラップがあり、これらは体の各部分の保護（スーパースーツ＝大腿部，腰背部、ベンチシャツ＝大胸筋、肩周囲、ニーラップ＝膝）のためとされているが、実際にはきつく縫い縮めたりして堅い生地の反発力を生かして記録を上げるための道具となっている。ギアの着用を禁止するノーギア大会もある。

### 日本におけるパワーリフティング
日本では各地方大会や全国大会が開催され、世界大会にも選手を送り出している。三土手大介ら数名の選手がベンチプレス部門で世界一になっている。伊差川浩之はパワーリフティング殿堂入りを果たしている。

お笑い芸人のなべやかんは国内大会で数多くの優勝経験を持ち、日本代表にも選出され世界選手権で準優勝した経験がある。その活躍がしばしば芸能ニュースで報道された（本人の項参照）。

## パラ・パワーリフティング
下肢障がい者が対象のベンチプレス競技。
障がいレベルのクラス分けではなく、体重別（男女10段階）に分けられ、それぞれのパワーを競う。脊髄損傷、下肢切断、脳性麻痺など下肢機能障がいの選手が、体重別で純粋にパワーの強さのみで競う。下肢はベルトで固定し、足を伸ばしたポジションで行うため、足の踏ん張りを使うことはできないので上半身の筋力のみだけで行う。
最重量級の選手が310㎏という世界記録をマークしており、これはほぼ同等の条件における健常者の記録を超えている。

### ルール

#### カラー別での失敗の種類
紫　Body Position Sequence　体の位置での失敗（スタート前）
1　選手が試技中に同じ姿勢を保てなかった。
2　選手の頭、肩、臀部、脚、踵が試技中に動いた。
3　選手の脚が伸びていない。
4　サムアラウンドグリップが出来ていない。
5　選手がバーをしっかり握っていない。
6　選手の人差し指間が81cmを超えている。
7　選手が審判の合図の前にスタートしてしまった。
オレンジ　Bar Control Sequence　バーコントロールでの失敗
1　バーをラックから外したとき、肘が伸びていない。
2　試技中に補助者がバーに触った。
3　バーをコントロールして胸に下ろさなかった。
4　バーをコントロールして押さなかった。
5　バーが左右平行に押せていない。
6　バーを握っている手が水平に動いた。
青　Chest Sequence 　胸上での失敗
1　胸でバーが止まっていない。
2　胸でバーが止まった後に沈んだ。
3　胸にバーが触らなかったとき。
4　バーを胸に下ろし、大胸筋や肩など、反動をつけるようにしてバーを押してしまった。
5　バーが胸で弾んだとき。
緑　Press Sequence 　押し上げ時における失敗
1　バーを押せなかったとき。
2　バーが平行に上がらなかったとき。
3　バーが下がってしまったとき。
4 フィニッシュが両肘で同じタイミングでなかったとき。
5　ロックアウトが同時で無かったとき。
6　審判の「ラック」の合図前にバーを戻してしまったとき。

## 事件・事故
死亡事故なども起きている。
- 2020年、ロシアで開催されたパワーリフティングの大会で、882ポンド(約400kg)を持ち上げようとした選手が、両膝を骨折し半月板が割けて腱が吹きとぶ重傷を負った[1]。

- 2025年、インドのジュニア全国大会の女子金メダリストである17歳のパワーリフティング選手がトレーニングをしている最中、トレーナーの手から約270kgの重たいバーが滑り落ち、選手の首に落ちて骨折し死亡[2]。

トレーニング中のベンチプレスの事故は、ベンチプレス#事件・事故を参照。